# مهرداد کیا
مهرداد کیا استاد تاریخ و مدیر مرکز مطالعات آسیای مرکزی و آسیای جنوب غربی در دانشگاه مونتانا است. او بر روی تاریخ خاورمیانه و آسیای مرکزی تمرکز کرده است. کیا همچنین به تاریخ روشنفکری در قرن 19 میلادی و اوایل قرن بیستم میلادی در ایران، امپراتوری عثمانی و قفقاز جنوبی هم علاقه مند است. او در ایران به دنیا آمد و در ایران هم بزرگ شد. 

## آثار
- Kia, Mehrdad (2016). The Persian Empire: A Historical Encyclopedia [2 volumes]: A Historical Encyclopedia. ABC-CLIO. ISBN 978-1-61069-391-2.

## منبع
- ویکی پدیای انگلیسی